# Malsjön (Osby socken, Skåne)

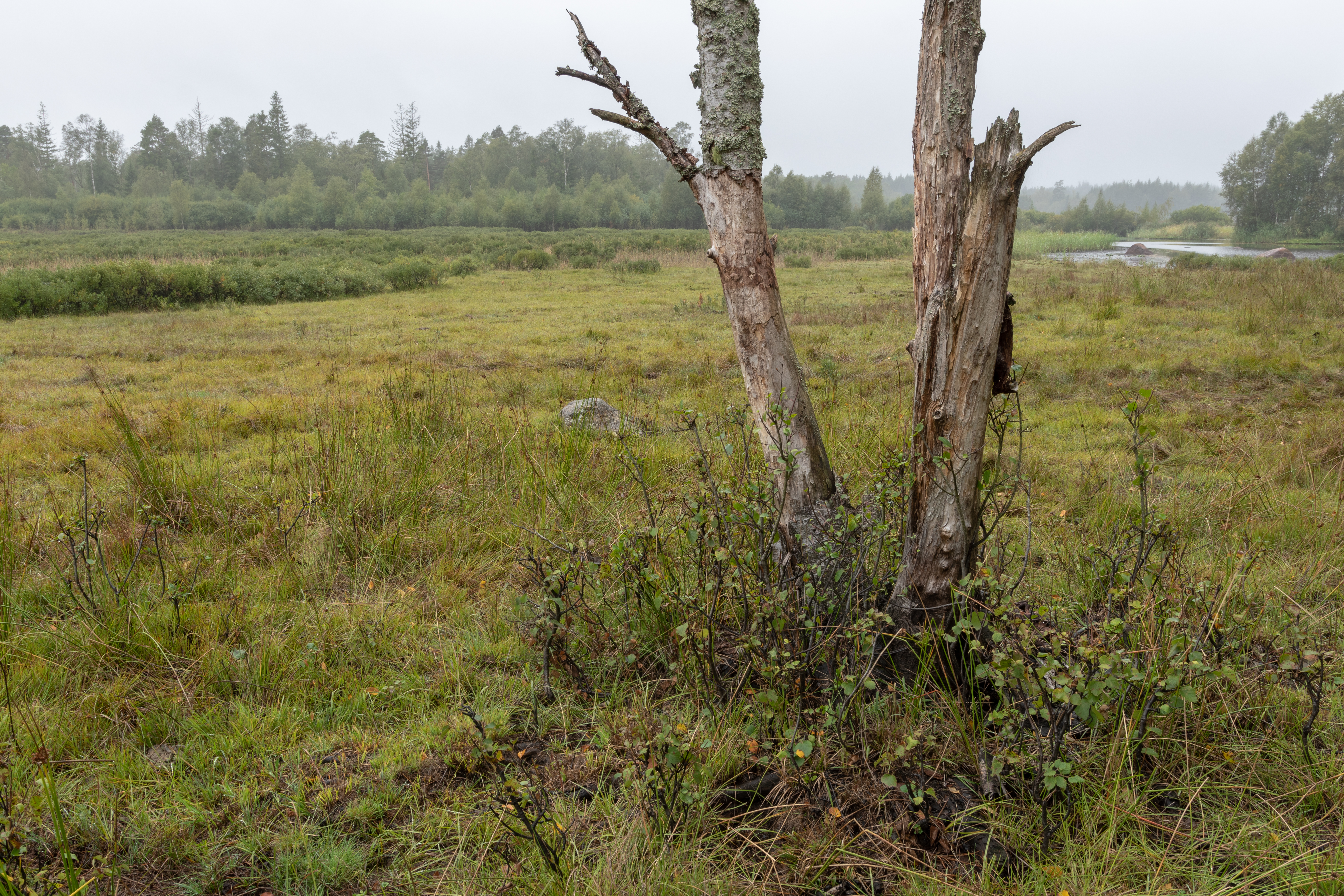
Betesmark i Malsjöns södra del

Malsjön är en sjö i Hässleholms kommun och Osby kommun i Skåne och ingår i Helge ås huvudavrinningsområde.  Sjön har en area på 0,209 kvadratkilometer och ligger 73,9 meter över havet. Malsjön ligger i Västra Malshult Natura 2000-område. Söder om Malsjön ligger Åbuamossen.

## Delavrinningsområde
Malsjön ingår i det delavrinningsområde (624859-138492) som SMHI kallar för Inloppet i Osbysjön. Medelhöjden är 81 meter över havet och ytan är 20,62 kvadratkilometer. Räknas de 78 avrinningsområdena uppströms in blir den ackumulerade arean 2 002,66 kvadratkilometer. Avrinningsområdets utflöde Helge å mynnar i havet. Avrinningsområdet består mestadels av skog (59 %), jordbruk (14 %) och sankmarker (14 %). Avrinningsområdet har 0,32 kvadratkilometer vattenytor vilket ger det en sjöprocent på 1,5 %. Bebyggelsen i området täcker en yta av 0,38 kvadratkilometer eller 2 % av avrinningsområdet.